# Prinz Gholam
Prinz Gholam (gegründet 2000/2001) ist ein deutsch/libanesisches Künstlerduo, bestehend aus Wolfgang Prinz (* 1969, Leutkirch) und Michel Gholam (* 1963, Beirut). Beide sind Performance- und Videokünstler. In ihren gemeinsamen Performances machen sie, ähnlich den Tableau vivant, ihre eigenen Körper zum Gegenstand ihrer Kunst. Haltungen, die aus Kunstgeschichte, Filmen und den Medien stammen, werden durch sie in langanhaltenden Posen zu neuen Bildern interpretiert.
Das Video „My Sweet Country“ bezieht sich auf das Gemälde „Einzug der Kreuzfahrer in Konstantinopel“ von Eugène Delacroix und wurde auf der documenta 14 präsentiert.

## Werke (Auswahl)
- My Sweet Country (Olympieion), 2017[1]
- Speaking of Pictures (Kallimarmaro), 2017[4]
- While being other, 2021[5]
- The Survivor and the Dreamer, 2021[6]